# La maschera e il cuore
La maschera e il cuore (Torch Song) è un film del 1953 in Technicolor diretto da Charles Walters che firmò anche le coreografie.
È interpretato da Joan Crawford e ispirato al racconto Why should I cry? scritto da I.A.R. Wylie nel 1949.

## Trama
Jenny Stewart, una tirannica e umorale cantante-attrice è furiosa quando scopre che il suo impresario ha ingaggiato un sostituto pianista non vedente per accompagnarla durante le prove del suo ultimo spettacolo teatrale. A poco a poco, però, il talentuoso musicista, che ha perso la vista durante la guerra, con la sua affabilità e gentilezza riuscirà a spezzare la corazza di cinismo della donna e a farla innamorare.

## Distribuzione
Distribuito dalla MGM, il film uscì negli USA il 1º ottobre 1953.